# Montana Group
Die  Unternehmensgruppe Montana (Eigenschreibweise MONTANA) ist ein Handelsunternehmen für Erdgas, Strom, Heizöl, Schmierstoffe und Kraftstoffe.

## Geschichte
Karl Koburger gründete 1960 die Montana Energie-Handel GmbH & Co. KG und belieferte den südbayerischen Raum mit Heizöl. Er begann die Versorgung von Kunden im Großraum München mit einem Liefervertrag von Esso, seinem vormaligen Arbeitgeber. Im Jahre 1965 entstand ein Wärmeservice mit Dienstleistungen um Heizung und Heizungswartung unter dem Dach der Montana Heiztechnik GmbH & Co. KG. Das Geschäft wurde 1980 um Kraft- und Schmierstoffe von ESSO sowie um Flüssiggas erweitert. Im Jahre 2000 kam es zur Angebotsausdehnung auf erneuerbare Energien in Form von Solar, Pellets und Biokraftstoffen.
Nach der Liberalisierung des Gasmarktes gründeten Stefan und Florian Koburger, die das Unternehmen in der 2. Generation führen, 2008 den Erdgasanbieter Montana Erdgas GmbH & Co. KG (im Jahr 2014 umfirmiert zu Montana Energieversorgung GmbH & Co. KG).
2011 erfolgte die Ausweitung des Erdgasangebots auf ganz Deutschland. Seit 2012 kann man das Erdgas von Montana in Österreich beziehen, im November 2012 wurde die Montana Energie-Handel AT GmbH gegründet. Montana erweiterte 2013 das Energieangebot um Strom. Zunächst wurde Strom aus Wasserkraft für Privatkunden angeboten, seit 2014 können auch Geschäftskunden Strom von Montana beziehen. Wegen der Erweiterung des Produktportfolios um Strom erfolgte die Umbenennung der deutschen Gesellschaft Montana Erdgas GmbH & Co. KG in Montana Energieversorgung GmbH & Co. KG.
Im Jahr 2014 konnte die Montana-Gruppe ihren 100.000. Erdgaskunden gewinnen und machte 2014 laut eigenen Angaben mit Erdgas annähernd so viel Umsatz wie mit dem angestammten Heizöl-Geschäft. Das Angebot der österreichischen Gesellschaft Montana Energie-Handel AT GmbH wurde 2015 ebenfalls um den Produktbereich Strom erweitert.